# 黎思嘉
黎思嘉（Cecilia Lai Sze Ka，1977年1月—）是一名香港女演員，1995年18歲時參加亞洲小姐競選並獲得季軍，獲獎後簽約亞洲電視台演出多部電視劇，2003年約滿後離開淡出娛樂圈，2018年隨夫移居馬來西亞。

## 演出作品

### 電視劇（亞洲電視）
| 年份   | 劇名                        | 角色     |
| 1996年 | 女人啊！女人                |          |
| 1997年 | 等著你回來                  | 小玉     |
| 1997年 | 97變色龍                    | 黎姑娘   |
| 1997年 | 天長地久                    | 顏碧玉   |
| 1998年 | 流氓·律師                   | 鄒天愛   |
| 1998年 | 穆桂英大破天門陣 穆桂英掛帥 | 苑蘿公主 |
| 1998年 | 曲中情未了                  | 程嘉顏   |
| 1999年 | 縱橫四海                    | 欣欣     |
| 2000年 | 世紀之戰                    | 石良真   |
| 2000年 | 快活谷                      | 梁餅     |
| 2000年 | 電視風雲                    | 周詠芝   |
| 2001年 | 蘇東坡                      | 琴操     |
| 2002年 | 有求必應                    | 高向欣   |
| 2002年 | 勝券在握                    | 蘇美卿   |
| 2004年 | 子是故人來                  | 高小尤   |
| 2004年 | 俠膽醫神                    | 沈冬兒   |

### 電影
- 1999年：《1959某日某》飾 露斯

## 獎項
- 1995年：亞洲小姐競選季軍 / 最具時代感女性獎

## 外部連結
- 黎思嘉的Instagram帳戶
- 黎思嘉在香港影庫上的簡介

| 前任： 曹央雲 | 亞洲小姐競選季軍 1995年 | 繼任： 徐韻雯 |